# Championnat d'Italie de rugby à XV 1953-1954
Navigation
Serie A 1952-1953 Serie A 1954-1955
Le Championnat d'Italie de rugby à XV 1953-1954 oppose les dix meilleures équipes italiennes de rugby à XV. Le championnat débute en 1953 et se termine en 1954. Le tournoi se déroule sous la forme d'un championnat unique en matchs aller-retour. 
Comme l'année précédente, le Rovigo est contraint de disputer un match de barrage contre le Trévise Garbuio avant d'obtenir son 4e titre de rang après les prolongations et Trieste redescend après une rencontre perdue face à L'Aquila.

## Équipes participantes
Les dix équipes sont les suivantes :
| - L'Aquila - Rugby Parme - Amatori Milan - Petrarca Padoue - Rugby Milano | - Rugby Brescia - Rugby Rovigo - Trévise Garbuio - Rugby Rome - Trieste |

## Résultats
| Rang | Club                | J  | V  | N | D  | Pm  | Pe  | Diff | Pts |
| ---- | ------------------- | -- | -- | - | -- | --- | --- | ---- | --- |
| 1    | Rugby Rovigo (T)    | 18 | 12 | 4 | 2  | 112 | 56  | +56  | 28  |
| 2    | Trévise Garbuio     | 18 | 13 | 2 | 3  | 178 | 64  | +114 | 28  |
| 3    | Rugby Milano        | 18 | 8  | 3 | 7  | 96  | 96  | 0    | 19  |
| 4    | Rugby Parma         | 18 | 8  | 2 | 8  | 106 | 86  | +20  | 18  |
| 5    | Petrarca Padoue     | 18 | 8  | 2 | 8  | 100 | 97  | +3   | 18  |
| 6    | Rugby Rome          | 18 | 7  | 2 | 9  | 86  | 86  | 0    | 14¹ |
| 7    | Rugby Brescia       | 18 | 5  | 4 | 9  | 76  | 128 | -52  | 14  |
| 8    | Amatori Rugby Milan | 18 | 5  | 3 | 10 | 89  | 126 | -37  | 13  |
| 9    | L'Aquila Rugby      | 18 | 6  | 1 | 11 | 59  | 101 | -42  | 12¹ |
| 10   | Trieste             | 18 | 5  | 3 | 10 | 72  | 134 | -62  | 12¹ |

¹Rome écope de 2 points de pénalité et L'Aquila et Trieste d'un point.
|  | Vainqueur (no 1)         |
|  | Relégué (no 10)          |
|  | T : tenant du titre 1953 |

Attribution des points :  victoire : 2, match nul : 1, défaite : 0.

## Barrage pour le titre
| 20 juin 1954 16 h 30 CET | Rugby Rovigo                                             | 6 – 3 | Trévise Garbuio     | Stadio Silvio Appiani, Padoue Arbitre : Luigi Lena |
| 20 juin 1954 16 h 30 CET | Essai(s) : G. Cecchetto Transformation(s) : M. Baratella |       | Drop(s) : Zucchello | Stadio Silvio Appiani, Padoue Arbitre : Luigi Lena |
| 20 juin 1954 16 h 30 CET |                                                          |       |                     | Stadio Silvio Appiani, Padoue Arbitre : Luigi Lena |

## Barrage pour la relégation
| 1954 | L'Aquila | 6 – 0 | Trieste | Stadio Tommaso Fattori, L'Aquila |
| 1954 |          |       |         | Stadio Tommaso Fattori, L'Aquila |
| 1954 |          |       |         | Stadio Tommaso Fattori, L'Aquila |

## Vainqueur
| Entraîneur |                        |                                      |
| Avants     | Pilier                 | Viola, Merli                         |
| Avants     | Talonneur              |                                      |
| Avants     | Deuxième ligne         |                                      |
| Avants     | Troisième ligne aile   | G. Navarrini, Fiocco, Bobisse        |
| Avants     | Troisième ligne centre | Raisi, Laurenti                      |
| Arrières   | Demi de mêlée          |                                      |
| Arrières   | Demi d'ouverture       | Vicariotto                           |
| Arrières   | Centre                 | Sartori, Zanardi, A. Milani          |
| Arrières   | Ailier                 | Giu. Zuin                            |
| Arrières   | Arrière                | Bettarello, M. Baratella, Guandalini |